# Ri Se-gwang

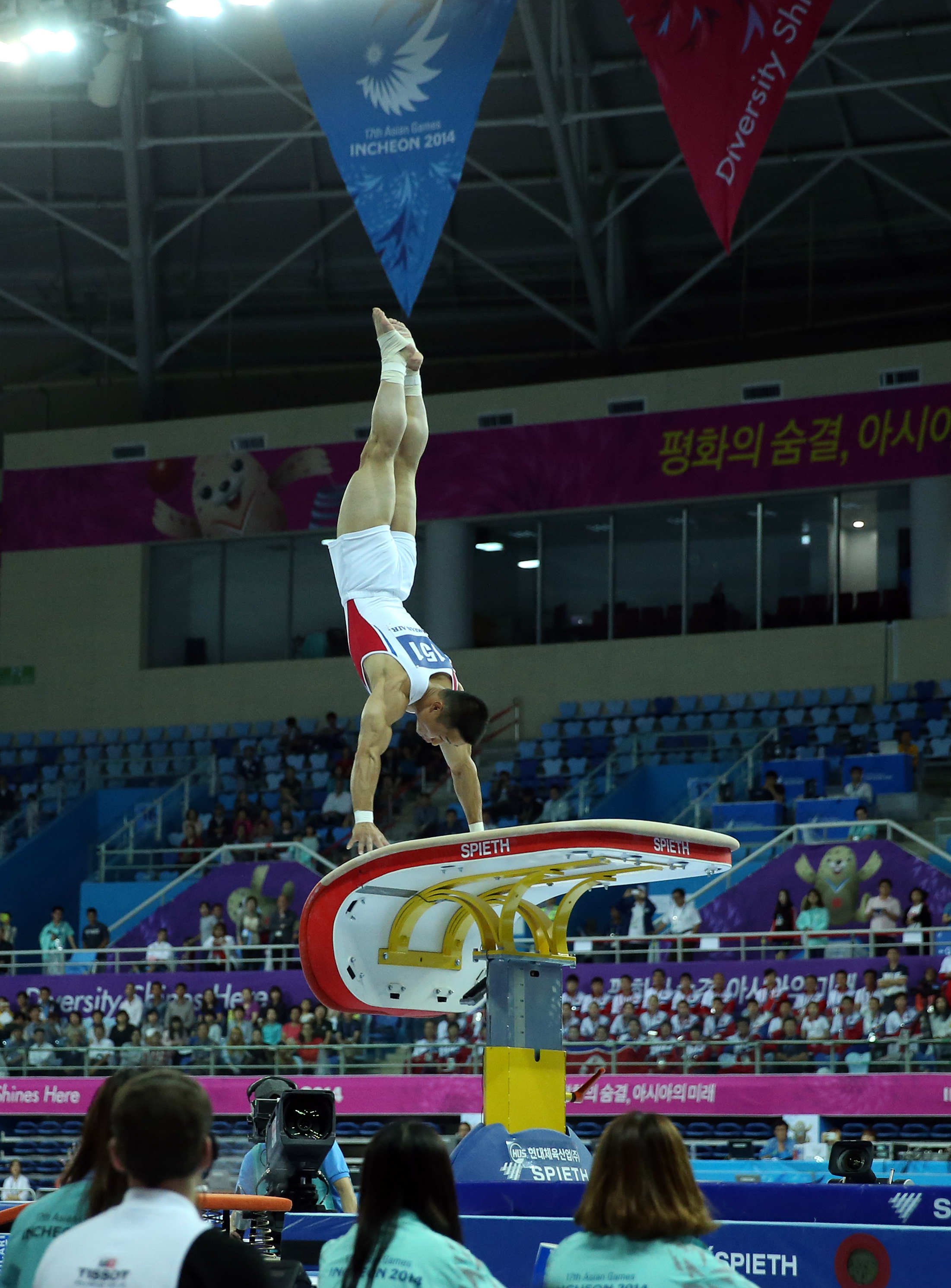
Ri-Se gwang

Ri Se-gwang (Koreaans: 한국어) (Hamgyŏng-namdo, 21 januari 1985) is een Noord-Koreaans turner. 
Ri won in 2007 de bronzen medaille op sprong tijdens de wereldkampioenschap. In 2009 kreeg Ri een sprong naar zich vernoemd, deze sprong was op dat moment de op een na moeilijkste sprong.
Ri werd in 2014, 2015 en 2018 wereldkampioen op sprong. Ri behaalde zijn grootste succes met het winnen van olympisch goud in 2016.

## Resultaten

### Olympische Zomerspelen
| Jaar | Plaats         | Resultaten |
| ---- | -------------- | ---------- |
| 2016 | Rio de Janeiro | op sprong  |

### Wereldkampioenschappen turnen
| Jaar | Plaats    | Resultaten   |
| ---- | --------- | ------------ |
| 2007 | Stuttgart | op sprong    |
| 2009 | Londen    | 7e op sprong |
| 2014 | Nanning   | op sprong    |
| 2015 | Glasgow   | op sprong    |
| 2018 | Doha      | op sprong    |

1896: Carl Schuhmann ·
1904: Anton Heida, George Eyser ·
1924: Frank Kriz ·
1928: Eugen Mack ·
1932: Savino Guglielmetti ·
1936: Alfred Schwarzmann ·
1948: Paavo Aaltonen ·
1952: Viktor Tsjoekarin ·
1956: Helmut Bantz, Valentin Moeratov ·
1960: Takashi Ono, Boris Sjachlin ·
1964: Haruhiro Yamashita ·
1968: Mikhail Voronin ·
1972: Klaus Köste ·
1976: Nikolaj Andrianov ·
1980: Nikolaj Andrianov ·
1984: Lou Yun ·
1988: Lou Yun ·
1992: Vitali Tsjerbo ·
1996: Aleksej Nemov ·
2000: Gervasio Deferr ·
2004: Gervasio Deferr ·
2008: Leszek Blanik ·
2012: Yang Hak-seon ·
2016: Ri Se-gwang ·
2020: Shin Jea-hwan ·
2024: Carlos Yulo